# Donji Zabelj
Zabel i Ulët en albanais et Donji Zabelj en serbe latin (en serbe cyrillique : Доњи Забељ) est une localité du Kosovo située dans la commune/municipalité de Gllogoc/Glogovac, district de Pristina (Kosovo) ou district de Kosovo (Serbie). Selon le recensement kosovar de 2011, elle compte 1 077 habitants, tous albanais.

## Démographie

### Évolution historique de la population dans la localité
| 1948 | 1953 | 1961 | 1971 | 1981 | 1991  | 2011  |
| ---- | ---- | ---- | ---- | ---- | ----- | ----- |
| 319  | 355  | 433  | 647  | 736  | 1 094 | 1 077 |

|  |